# Hortfund von Morsum
Der Hortfund von Morsum ist ein wikingerzeitlicher Depotfund, der 2017 bei Morsum auf Sylt entdeckt wurde. Er umfasst 180 Teile aus Silber mit einem Gesamtgewicht von einem Kilogramm.

## Beschreibung
Zu den Fundstücken aus Silber gehören Arm- und Fingerringe sowie ein Halsring, Münzen, Barren, Schmelzreste und Drähte. Das auffälligste Stück ist eine fein gearbeitete Ringfibel, die eine Verzierung mit drei Knöpfen mit tierartigen Wesen aufweist. Das Aufbewahrungsbehältnis des Hortes wurde nicht gefunden. Da vielfach Keramikgefäße verwendet wurden, könnte das Gefäß durch die Feldbearbeitung vom Pflug zerstört worden sein. Bei einer Deponierung in einem Behältnis aus organischem Material, wie einem Beutel, kann dieses im Laufe der Zeit vergangen sein.

## Entdeckung und Bergung
Im Jahr 2015 gelangte das Archäologische Landesamt Schleswig-Holstein in den Besitz einer silbernen Ringfibel, die ein Mitarbeiter von einem Sylter Hausarzt erhalten hat. Er hatte die Ringfibel von der Familie eines Landwirtes geschenkt bekommen, der sie Anfang der 1960er auf seinem Feld bei Morsum gefunden hatte. Recherchen des Landesamtes ergaben, dass ein in dieser Zeit gefundener und an das Landesamt abgegebener Armreif vom selben Feld auf Sylt stammte. Nach einer Einengung des Fundbereiches ließ das Landesamt im Sommer 2017 das Feld von ehrenamtlich tätigen Sondengängern mittels Metalldetektoren absuchen. Bereits bei der ersten von zwei Begehungen konnten 77 Silberobjekte gefunden und dokumentiert werden. Zusätzlich führten Archäologen eine Ausgrabung durch, da die Fundobjekte durch die übliche landwirtschaftliche Feldbearbeitung in ihrer Lage gestört waren.
Der Hortfund wurde im September 2017 im Archäologischen Landesamt Schleswig-Holstein in Schleswig im Beisein der Ministerin für Bildung, Wissenschaft und Kultur Karin Prien der Öffentlichkeit vorgestellt. Es ist vorgesehen, dass der Silberschatz in der Dauerausstellung des Archäologischen Landesmuseums auf Schloss Gottorf präsentiert wird.

## Datierung und Bewertung
Die Archäologen datieren den Hortfund auf die Mitte des 10. Jahrhunderts. Zur Altersbestimmung trugen angelsächsische und islamische Münzen bei. Zwei Münzen stammen von König Æthelstan (894–939). Die 37 islamischen Münzen könnten bis ins 9. Jahrhundert zurückreichen. Laut dem Leiter des Archäologischen Landesamtes, Claus von Carnap-Bornheim, handelt es sich um einen der größten Silberschatzfunde in Schleswig-Holstein. In der Wikingerzeit diente Silber in Form von Hacksilber als Zahlungsmittel (Siehe auch: Wikingerzeitliche Silberhorte). Vermutlich waren deswegen einige der Ketten des Hortes zerstört.
Der Grund für die Deponierung des Silberschatzes ist nicht bekannt. Depots wurden in früheren Zeiten häufig als Schutz vor fremdem Zugriff angelegt. Die Archäologen ordnen den Besitzer der damaligen Oberschicht auf Sylt zu.